# 酵母抽提物

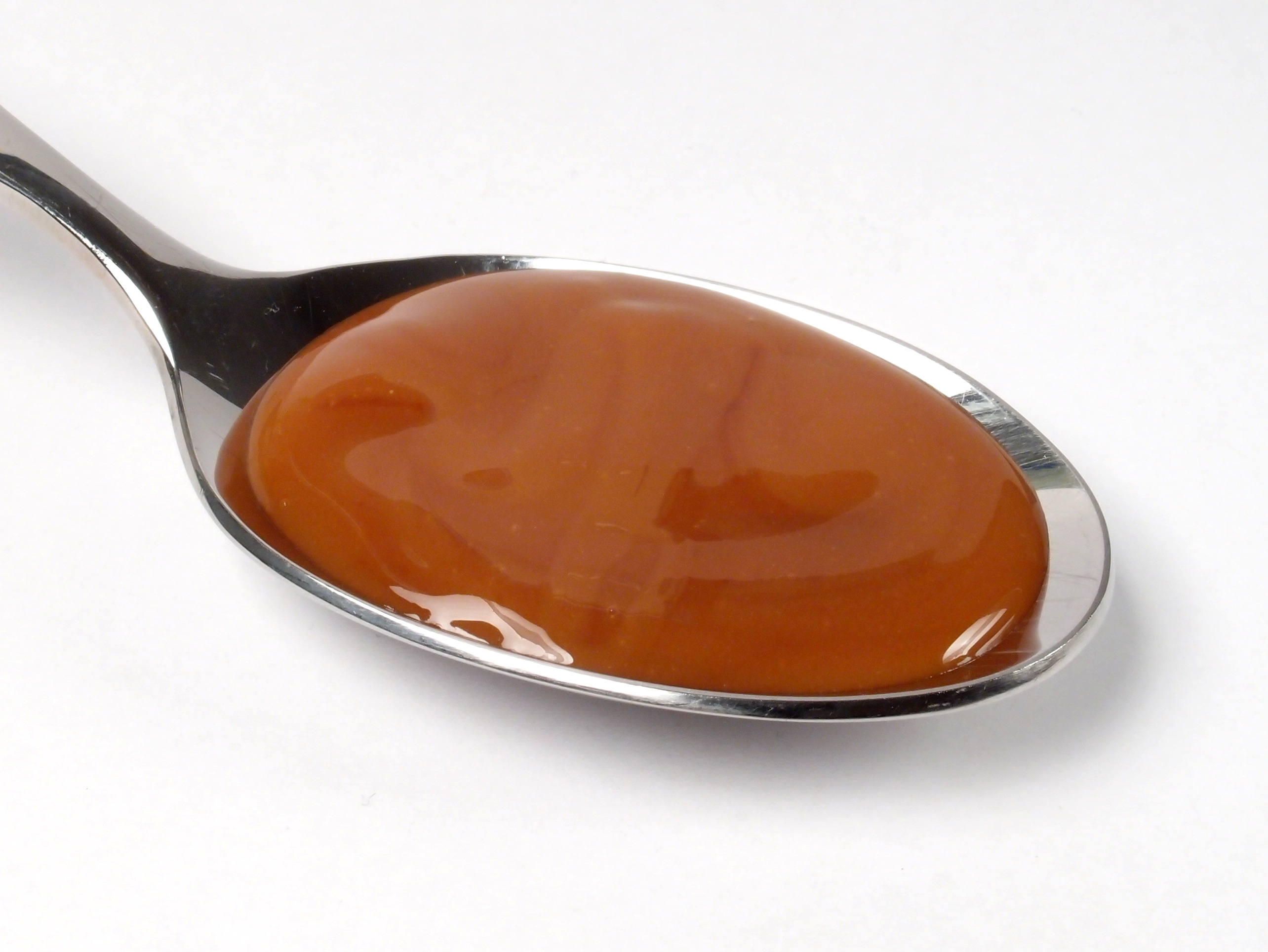
一匙酵母萃取液

酵母抽提物（英語：Yeast extract），又稱酵母萃取物、酵母抽出物等，是濃縮的酵母菌細胞內容物（去除細胞壁）。市面上販售的形式有咖啡色的醬或是經噴霧乾燥的黃褐色粉末。酵母萃取物可用作營養添加物，含有大量的蛋白質、胺基酸、維生素 B 群。酵母萃取物也可以用作調味料，它帶有強烈的鮮味，像高湯。酵母萃取物中有時也會加入鹽或其他調味料。
馬麥醬、維吉麥的主要成分就是酵母萃取物。馬麥醬始于1902年，是第一个商业化的酵母抽提物产品。部份品牌的酱油和其他鲜味食品也含有本品。

## 生產
制作基本分三步：发酵（使酵母生长）、扰乱（打碎细胞）、分离（移除不可溶的细胞壁）。最传统的“馬麥醬”做法是von Liebig在19世纪末发现的，就是以酿啤酒的副产物啤酒酵母加热，促进細胞自解，取得細胞質的水解产物。啤酒酵母会被啤酒花的苦味物质污染，所以需要通过叫做“脱苦”的步骤洗掉苦味。啤酒酵母也存在相当的生物多樣性，含有不仅限于酿酒酵母 S. cerevisiae的酵母，甚至还可能掺杂导致啤酒酸化的乳酸菌。
现代更高端的酵母抽提物是单独培植专门品种的酵母，不依赖于酿酒业。通常用專門的高蛋白質品系的酵母進行萃取物，特別是麵包酵母或圓酵母，有時也會用啤酒酵母、乳清酵母或飼料酵母。一般作法是讓酵母死亡後經過細胞自解取得細胞質，接著細胞質中的蛋白酶和水解酶將蛋白質和核酸水解為肽、胺基酸和核苷酸。也可以加入核酸酶來提高核苷酸的產量，這主要的好處是鳥苷酸和肌苷酸以及其鹽類可以加強酵母萃取物的味道。
“扰乱”的方法除了細胞自解，也可以把酵母菌放在水中加熱分解, 或是用高濃度的鹽或糖水分離細胞質和細胞壁。另一個方式是綜合前述的方法，稍微加熱讓細胞膜融化後自解。理論上可以用鹽酸來進行酸水解，但之後的產物不能稱為酵母萃取。
細胞質液接下來會經過一系列步驟來釋放不可溶物質、過濾。其中很重要的不可溶物質是酵母细胞壁，一部分以“酵母β-葡聚糖”的名义售卖，另一部分（甘露聚糖）一般进一步水解做成甘露寡糖（MOS）。可溶部分最后濃縮到 70~80%，或噴霧乾燥到 95% 純度。

## 營養成份
酵母萃取物的主要成份是蛋白質降解物（胜肽和遊離胺基酸）和核酸。酵母萃取物如同酵母本身，富有維生素 B 群，因此用在醫療營養中。不過維生素 B12 的含量極低。有些產品人工添加了維生素 B12 ，因此適合作為純素食者的補充食品。
酵母萃取物的嘌呤濃度較高，因此痛風和高尿酸血症的患者只能少量食用。酵母萃取物通过水解RNA，使嘌呤充分发挥了鲜味。相比没有风味但仍然在体内水解吸收的整串RNA，至少是有味觉上的意义。
以下為自解後噴霧乾燥的酵母萃取物的成份比例：
| 胺基酸   | 比例   |
| -------- | ------ |
| 穀胺酸   | 11.9 % |
| 天冬胺酸 | 8.0 %  |
| 賴胺酸   | 6.8 %  |
| 丙胺酸   | 5.6 %  |
| 異亮胺酸 | 4.7 %  |
| 纈胺酸   | 3.8 %  |
| 亮胺酸   | 3.1 %  |
| 甘胺酸   | 3.1 %  |
| 絲胺酸   | 2.7 %  |
| 蘇胺酸   | 2.3 %  |
| 脯胺酸   | 1.8 %  |
| 苯丙胺酸 | 1.8 %  |
| 組胺酸   | 1.5 %  |
| 酪胺酸   | 1.4 %  |
| 精胺酸   | 1.3 %  |
| 甲硫胺酸 | 0.7 %  |
| 半胱胺酸 | 0.4 %  |
| 鳥氨酸   | 0.3 %  |

| 維生素       | mg/100 g |
| ------------ | -------- |
| 維生素 B1    | 3.0      |
| 核黃素（B2） | 11.9     |
| 泛酸（B5）   | 30.0     |
| 維生素 B6    | 2.3      |
| 菸鹼酸       | 68.0     |
| 生物素       | 0.17     |
| 葉酸         | 3.1      |

## 調味料

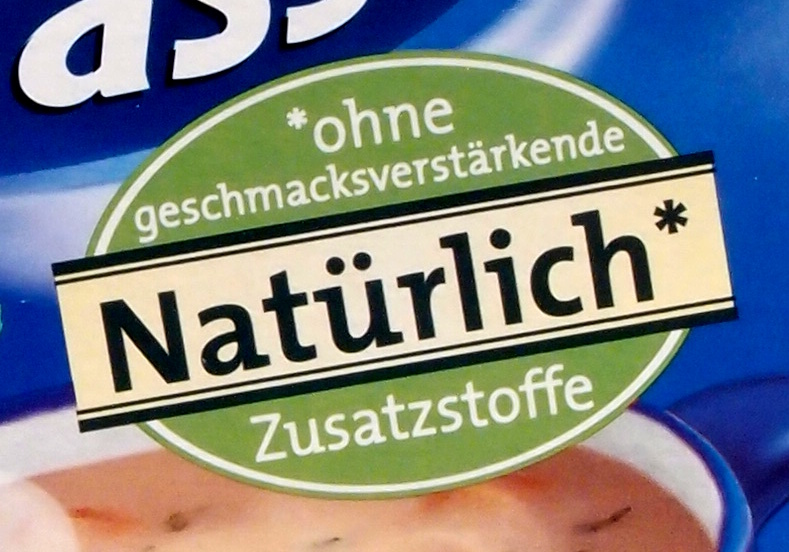
德國一包含有酵母萃取物的湯，標示為不含添加物

酵母萃取物帶有天然的鮮味，主要來自其中的穀胺酸、單磷酸鳥苷、以及肌苷酸。這些成份可以單獨使用，但在成份表上比較不討好，因此在許多工業生產的食物中都選擇添加酵母萃取物，包括許多醬料、湯、或即食食品。在成份表上，台灣大多寫作酵母抽出物。在有些國家（例如中国和德國），酵母萃取物不算是添加物（属于普通食品），因此可以標示為不含添加物，当然配料表还是要写出。

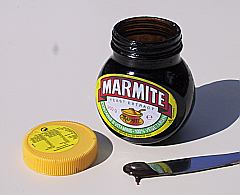
用酵母萃取物製成的马麦酱

酵母萃取物常混和鹽、植物萃取物及其他調味料做成麵包抹醬，包括英國的馬麥醬、澳洲的維吉麥以及瑞士的Cenovis。在德國，一種混了鹽的酵母萃取物，稱作Vitam-R，是健康食品店的老產品。
有些家庭中也會在烹調中使用酵母萃取物作為一種調味料。

## 其他
在生物和醫學領域，酵母萃取物曾用作藥丸的黏合劑。现在还是常用来調製培養基。